# Stazione meteorologica di Porretta Terme
La stazione meteorologica di Porretta Terme è la stazione meteorologica di riferimento relativa alla località di Porretta Terme.

## Coordinate geografiche
La stazione meteo si trova nell'Italia nord-orientale, in Emilia-Romagna, in provincia di Bologna, nel comune di Porretta Terme, a 363 metri s.l.m. e alle coordinate geografiche 44°09′N 10°58′E.

## Dati climatologici
In base alla media trentennale di riferimento 1961-1990, la temperatura media del mese più freddo, gennaio, si attesta a +1,8 °C; quella del mese più caldo, luglio, è di +20,2 °C.
Le precipitazioni medie annue si aggirano sui 1.500 mm, distribuite mediamente in 106 giorni, con minimo relativo in estate e massimi nelle altre stagioni.
| Porretta Terme      | Mesi | Mesi | Mesi | Mesi | Mesi | Mesi | Mesi | Mesi | Mesi | Mesi | Mesi | Mesi | Stagioni | Stagioni | Stagioni | Stagioni | Anno  |
| Porretta Terme      | Gen  | Feb  | Mar  | Apr  | Mag  | Giu  | Lug  | Ago  | Set  | Ott  | Nov  | Dic  | Inv      | Pri      | Est      | Aut      | Anno  |
| ------------------- | ---- | ---- | ---- | ---- | ---- | ---- | ---- | ---- | ---- | ---- | ---- | ---- | -------- | -------- | -------- | -------- | ----- |
| T. max. media (°C)  | 4,8  | 6,8  | 10,3 | 14,5 | 19,5 | 23,8 | 26,1 | 25,1 | 21,2 | 15,6 | 10,4 | 5,4  | 5,7      | 14,8     | 25,0     | 15,7     | 15,3  |
| T. min. media (°C)  | −1,3 | −0,1 | 1,9  | 5,1  | 8,9  | 12,3 | 14,2 | 14,0 | 11,3 | 7,2  | 3,5  | −0,6 | −0,7     | 5,3      | 13,5     | 7,3      | 6,4   |
| Precipitazioni (mm) | 147  | 137  | 143  | 135  | 86   | 78   | 73   | 80   | 105  | 130  | 216  | 149  | 433      | 364      | 231      | 451      | 1 479 |
| Giorni di pioggia   | 10   | 9    | 10   | 10   | 9    | 7    | 6    | 8    | 7    | 8    | 13   | 9    | 28       | 29       | 21       | 28       | 106   |